# 119
Năm 119 là một năm trong lịch Julius.

## Sự kiện
Bàn thắng nghiệt ngã phút 119 của U23 Uzbekistan đã đem lại cho họ tỉ số 2-1 so với U23 Việt Nam dẫn đến chức vô địch của họ tại giải U23 Châu Á 2018.

## Sinh
- Marina vùng Aguas Santas